# Гергард Лінк
Гергард Лінк (нім. Gerhard Linck; 30 травня 1919, Пуппен — 17 березня 1944, Балтійське море) — німецький офіцер-підводник, оберлейтенант-цур-зее крігсмаріне.

## Біографія
9 жовтня 1937 року вступив на флот. З 29 вересня 1941 року — ад'ютант і 1-й вахтовий офіцер на торпедному катері T19. З 10 травня п0 23 жовтня 1943 року пройшов курс підводника, 23-31 жовтня — курс позиціонування (радіовимірювання), 1-15 листопада — командирську практику в 23-й флотилії, з 16 листопада по 22 грудня — курс командира підводного човна. 10 січня 1944 року направлений на будівництво U-1013. З 2 березня 1944 року — командир U-1013. 17 березня 1944 року під час походу у Балтійському морі човен затонув унаслідок зіткнення з U-286. 26 членів екіпажу вціліли, 25 (включаючи Лінка) загинули.

## Звання
- Кандидат в офіцери (9 жовтня 1937)
- Морський кадет (28 червня 1938)
- Фенріх-цур-зее (1 квітня 1939)
- Оберфенріх-цур-зее (1 березня 1940)
- Лейтенант-цур-зее (1 травня 1940)
- Оберлейтенант-цур-зее (1 квітня 1942)

## Нагороди
- Залізний хрест 2-го класу (1942)